# Dießbach-Stausee
Der Dießbach-Stausee ist ein 1964 in Betrieb genommener Stausee im Gemeindegebiet von Weißbach bei Lofer im Land Salzburg in Österreich, der als Oberbecken des Kraftwerks Dießbach dient. 

## Lage
Der Stausee liegt auf dem Gebiet der Ortschaft Pürzlbach und der Katastralgemeinde Oberweißbach im Osten der Gemeinde Weißbach bei Lofer im Land Salzburg in Österreich in den Berchtesgadener Alpen. Er gehört zum Distrikt 19 Dießbach des Reviers Falleck der bayerischen Saalforste. Der Stausee ist mit einer Wasserfläche von 26 Hektar das einzige größere Standgewässer innerhalb der Saalforste und liegt im Naturschutzgebiet Kalkhochalpen. Der Dießbach-Stausee liegt am Normalweg zum Ingolstädter Haus. Westlich des Sees befindet sich die Kallbrunnalm, die größte Almsiedlung im bayerisch-österreichischen Grenzgebiet.

## Geschichte
Ab 1961 wurde der Dießbach im Bereich der Dießbachalm, aufgestaut. Die bereits 1386 urkundlich erwähnte Alm wurde mitsamt dem Kaser vom Stausee geflutet. Das Kraftwerk Dießbach (Jahresspeicherkraftwerk) ging 1964 in Betrieb, 1967 wurde der Endausbau erreicht, bei dem zusätzlich der Weißbach  und Kallbrunnbach in den Dießbach-Stausee geleitet wurden. 2011 wurde die Dammdichtung komplett erneuert.

## Stausee
Der natürliche Zufluss ist der südlich vom Großen Palfelhorn und westlich vom Großen Hundstod entspringende Dießbach. Er umfließt das Seehorn auf der Ostseite über die Hochwies und wird im Bereich der ehemaligen Dießbachalm, südlich des Seehorns, mit dem Stausee aufgestaut. Künstlich werden dem Stausee zusätzlich der Weißbach  und Kallbrunnbach zugeleitet.
Der Steinschüttdamm hat eine maximale Höhe von 36 Metern und einen Nutzinhalt von 4,92 Mio. m³, die Bauwerkskrone liegt auf 1417 m ü. A.
Die Druckrohrleitung vom Stausee zum Kraftwerk Dießbach im Saalachtal ist eine der steilsten Europas und führt nach Süden über die Stoßwand.  